# Stjepan-Polje
Stjepan-Polje är ett samhälle i Bosnien och Hercegovina.   Det ligger i entiteten Federationen Bosnien och Hercegovina, i den centrala delen av landet, 100 km norr om huvudstaden Sarajevo. Stjepan-Polje ligger 239 meter över havet och antalet invånare är 4 341.
Terrängen runt Stjepan-Polje är lite kuperad. Runt Stjepan-Polje är det ganska tätbefolkat, med 93 invånare per kvadratkilometer.. Närmaste större samhälle är Gračanica, 4,4 km öster om Stjepan-Polje. 
Trakten runt Stjepan-Polje består till största delen av jordbruksmark.